# Dæmonen
Dæmonen (dänisch für Der Dämon) im Kopenhagener Vergnügungspark Tivoli ist eine Stahlachterbahn vom Modell Floorless Coaster des Herstellers Bolliger & Mabillard, die am 16. April 2004 eröffnet wurde. Zurzeit ist sie der einzige Floorless Coaster in Dänemark.
Die Kosten der Bahn beliefen sich auf 10 Millionen Euro. Sie wurden in den ersten drei Jahren von Mazda gesponsert und damit ist Dæmonen die einzige gesponserte Attraktion in Tivoli. Dort, wo sie errichtet wurde, stand vorher die Achterbahn Slangen.

## Technische Daten
Die 564 m lange Strecke erreicht eine Höhe von 28 m und verfügt über einen 20 m hohen First Drop, auf der die Züge eine Höchstgeschwindigkeit von 77,2 km/h erreichen. Auf dem weiteren Streckenverlauf wurden drei Inversionen verbaut: ein Looping, ein Immelmann und eine Zero-g-Roll.
Um das Rauschen der Bahn zu verringern, wurden die Schienen mit Sand gefüllt.

## Züge
Dæmonen hat zwei Züge mit jeweils sechs Wagen. In jedem Wagen können vier Personen in einer Reihe Platz nehmen. Als Rückhaltesystem dienen Schulterbügel.